# Закревское
Закревское (укр. Закревське) — село в Козелецком районе Черниговской области Украины. Население 69 человек. Занимает площадь 0,204 км².
Код КОАТУУ: 7422080205. Почтовый индекс: 17034. Телефонный код: +380 4646.

## Власть
Орган местного самоуправления — Алексеевщинский сельский совет. Почтовый адрес: 17006, Черниговская обл., Козелецкий р-н, с. Алексеевщина, ул. Пушкина, 1.